# Меморіальний парк Томсона
Меморіальний парк Томсона — парк, розташований за адресою: Брімлі-роуд, 1005, Скарборо, Торонто, Онтаріо, Канада. На його території розташований Історичний музей Скарборо, а також добре збережені історичні будинки кінця 1790-х років, що колись належали родині засновників Скарборо — Девіду та Марії Томсон . Більше будинків родини Томсон розташовано на північній околиці парку на вулиці Святого Андрія. Деякі з них, зокрема будинки №1 та №142, мають спеціальні ідентифікаційні таблички. Неподалік росташувалася пресвітеріанська церква Святого Андрія (1818) та цвинтар. 

## Розташування
Парк розташований поблизу Лоуренс-авеню-Іст та Брімлі-роуд і має різноманітну рекреаційну інфраструктуру: на півночі - бейсбольне та футбольне поле, та на півдні —  тенісні корти. Крім того парк має зони для пікніків, дитячі майданчики, дитячі басейни та парки для собак. 
Територією парка протікає - Вест-Хайленд-Крік, яка є притокою Хайленд-Крік, вздовж якої прокладені велосипедні доріжки. Також парк пересікають безліч стежок, розташованих вздовж лісистих ярів, відкриваючи мальовничі краєвиди природи Торонто. 

## Поселення гуронів-вендатів
У 1956 році Університет Торонто археологічні розкопки на північній ділянці струмка на Брімлі-роуд. Було виявлено поселення гуронів-вендатів, що датується кінцем 1200-х років. Існує припущення, що воно було пов’язане з костницею на пагорбі Тейбер, що розташований за кілька кілометрів на схід. Це археологічне місце позначене спеціальною табличкою, встановленою містечком Скарборо. Відразу після відкриття поселення, голова муніципалітету Скарборо, Гас Гарріс, прагнув відкрити музей або відтворити «індіанське село» як визначну пам'ятку Скарборо. Згодом, у 2000 році, ще одне поселення гуронів-вендатів було знайдено на північ від парку Ламоро (Північ), імовірно також пов’язане з цим історичним контекстом.. 

## Зовнішні посилання
- Місто Торонто – Меморіальний парк Томсона
- Історичний музей Скарборо